# Нью-Айбірія (Луїзіана)
Нью-Айбірія (англ. New Iberia) — місто (англ. city) в США, в окрузі Іберія штату Луїзіана. Населення — 28 555 осіб (2020).

## Географія
Нью-Айбірія розташований за координатами 30°0′20″ пн. ш. 91°49′13″ зх. д. / 30.00556° пн. ш. 91.82028° зх. д. (30.005517, -91.820326).  За даними Бюро перепису населення США в 2010 році місто мало площу 29,15 км², з яких 28,85 км² — суходіл та 0,29 км² — водойми.

### Клімат
Місто знаходиться у зоні, котра характеризується вологим субтропічним кліматом. Найтепліший місяць — липень із середньою температурою 28.3 °C (83 °F). Найхолодніший місяць — січень, із середньою температурою 11.5 °С (52.7 °F).
| Клімат Нью-Айбірії      | Клімат Нью-Айбірії | Клімат Нью-Айбірії | Клімат Нью-Айбірії | Клімат Нью-Айбірії | Клімат Нью-Айбірії | Клімат Нью-Айбірії | Клімат Нью-Айбірії | Клімат Нью-Айбірії | Клімат Нью-Айбірії | Клімат Нью-Айбірії | Клімат Нью-Айбірії | Клімат Нью-Айбірії | Клімат Нью-Айбірії |
| Показник                | Січ.               | Лют.               | Бер.               | Квіт.              | Трав.              | Черв.              | Лип.               | Серп.              | Вер.               | Жовт.              | Лист.              | Груд.              | Рік                |
| Абсолютний максимум, °C | 28                 | 29                 | 32                 | 34                 | 36                 | 37                 | 38                 | 38                 | 37                 | 35                 | 33                 | 32                 | 38                 |
| Середній максимум, °C   | 17,3               | 19,1               | 22,9               | 26,6               | 30,1               | 32,5               | 33,4               | 33,6               | 31,6               | 27,4               | 22,9               | 18,4               | 26,3               |
| Середня температура, °C | 11,5               | 13,3               | 16,8               | 20,6               | 24,6               | 27,4               | 28,3               | 28,3               | 26,1               | 21,3               | 16,8               | 12,6               | 20,7               |
| Середній мінімум, °C    | 5,7                | 7,6                | 10,7               | 14,6               | 19                 | 22,2               | 23,2               | 23,1               | 20,7               | 15,1               | 10,6               | 6,8                | 14,9               |
| Абсолютний мінімум, °C  | −11                | −14                | −3                 | 1                  | 5                  | 11                 | 16                 | 12                 | 7                  | −1                 | −5                 | −9                 | −14                |
| Норма опадів, мм        | 111.8              | 114.3              | 94                 | 101.6              | 104.1              | 182.9              | 182.9              | 149.9              | 139.7              | 127                | 104.1              | 129.5              | 1534.2             |
| Днів з опадами          | 9,9                | 8,9                | 7,9                | 6,6                | 7,4                | 12,7               | 13,8               | 11,9               | 9,1                | 7,3                | 8                  | 8,7                | 112,2              |
| Днів з дощем            | 7                  | 7                  | 6                  | 7                  | 6                  | 9                  | 10                 | 8                  | 6                  | 5                  | 5                  | 8                  | 90                 |
| ----------------------- | ------------------ | ------------------ | ------------------ | ------------------ | ------------------ | ------------------ | ------------------ | ------------------ | ------------------ | ------------------ | ------------------ | ------------------ | ------------------ |
| Джерело: Weatherbase    |                    |                    |                    |                    |                    |                    |                    |                    |                    |                    |                    |                    |                    |

## Демографія
Згідно з переписом 2010 року, у місті мешкало 30 617 осіб у 11 706 домогосподарствах у складі 7754 родин. Густота населення становила 1050 осіб/км².  Було 13059 помешкань (448/км²).
Расовий склад населення:
| - 52,5 % — білих - 41,5 % — чорних або афроамериканців - 2,7 % — азіатів - 0,2 % — корінних американців - 1,5 % — осіб інших рас |

До двох чи більше рас належало 1,5 %. Частка іспаномовних становила 3,1 % від усіх жителів.
За віковим діапазоном населення розподілялося таким чином: 27,2 % — особи молодші 18 років, 59,1 % — особи у віці 18—64 років, 13,7 % — особи у віці 65 років та старші. Медіана віку мешканця становила 35,4 року. На 100 осіб жіночої статі у місті припадало 91,0 чоловіків;  на 100 жінок у віці від 18 років та старших — 86,6 чоловіків також старших 18 років.
Середній дохід на одне домашнє господарство  становив 57 302 долари США (медіана — 39 061), а середній дохід на одну сім'ю — 69 694 долари (медіана — 50 310). Медіана доходів становила 46 167 доларів для чоловіків та 30 362 долари для жінок. За межею бідності перебувало 23,3 % осіб, у тому числі 35,8 % дітей у віці до 18 років та 13,6 % осіб у віці 65 років та старших.
Цивільне працевлаштоване населення становило 12 520 осіб. Основні галузі зайнятості: освіта, охорона здоров'я та соціальна допомога — 21,4 %, сільське господарство, лісництво, риболовля — 14,0 %, роздрібна торгівля — 11,8 %, мистецтво, розваги та відпочинок — 10,5 %.